# Bílovec
Bílovec (niem. Wagstadt) – miasto w Czechach, w kraju morawsko-śląskim. Według danych z 31 grudnia 2003 powierzchnia miasta wynosiła 3886 ha, a liczba jego mieszkańców 7486 osób. W mieście znajduje się stacja kolejowa Bílovec.

## Demografia
| Rok             | 1970 | 1980 | 1991 | 2001 | 2003 |
| --------------- | ---- | ---- | ---- | ---- | ---- |
| Liczba ludności | 6615 | 7215 | 7552 | 7494 | 7486 |

Źródło: Czeski Urząd Statystyczny

## Religia
- Kościół Rzymskokatolicki – parafia św. Mikołaja (dekanat Bílovec)

## Osoby urodzone w mieście
- Petra Kvitová – czeska tenisistka
- Rostislav Olesz – czeski hokeista
- Květa Peschke – czeska tenisistka
- Nikol Sajdová – czeska siatkarka
- Hugo Schmidt – sudeckoniemiecki działacz socjaldemokratyczny (1844–1907)

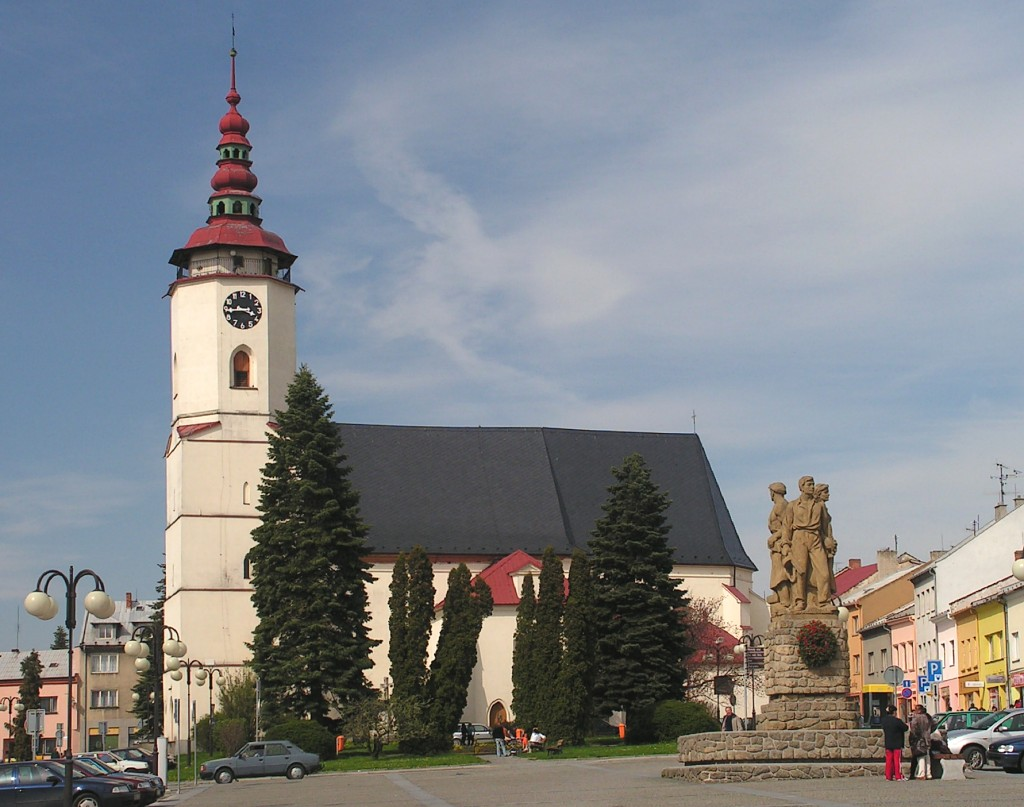
Kościół św. Mikołaja

## Miasta partnerskie
- Bad Neustadt
- Kietrz